# Manettia glandulosa
Manettia glandulosa är en måreväxtart som beskrevs av Eduard Friedrich Poeppig. Manettia glandulosa ingår i släktet Manettia och familjen måreväxter.
Artens utbredningsområde är Peru. Inga underarter finns listade i Catalogue of Life.